# لیبی ون کلیو
لیبی وَن کلیو (انگلیسی: Libby Van Cleve؛ زادهٔ ۲۲ اوت ۱۹۵۸) یک موسیقی‌دان نوازندهٔ ابوا اهل ایالات متحده آمریکا است.
وی دانش‌آموختهٔ کالج بودین و مؤسسه هنرهای کالیفرنیا و رئیس پروژهٔ «تاریخ شفاهی موسیقی آمریکا» در دانشگاه ییل است.